# Garden (Michigan)
Pour les articles homonymes, voir Garden.
Garden est un village du comté de Delta, dans l'État du Michigan, aux États-Unis. En 2020, il comptait une population de 174 habitants.